# Bernard Peri
Bernard Peri, né en 1772 à Reggio (Italie), mort le 30 octobre 1813 à Hanau (Allemagne), est un général italien de la Révolution et de l’Empire.

## États de service
Capitaine dans les troupes cisalpines en 1801, il passe major au 4e régiment d’infanterie de ligne italien, dans la division Fontanelli. D’avril à novembre 1809, il participe à la campagne au Tyrol, puis il rejoint l’armée d’Aragon, sous les ordres du général Severoli. 
Il est nommé colonel en 1810, au 5e régiment d’infanterie de ligne italien. Il se distingue aux sièges de Tarragone en mai-juin 1811, et de Valence en décembre 1811 et janvier 1812.
En 1813, il fait la campagne d’Allemagne, et il est promu général de brigade le 28 septembre 1813, sous le nom de Bernard.
Il meurt le 30 octobre 1813, à la bataille de Hanau.

## Sources
- (en) « Generals Who Served in the French Army during the Period 1789 - 1814: Eberle to Exelmans »
- Thierry Pouliquen, « Les généraux français et étrangers ayant servis [sic] dans la Grande Armée » (consulté le 18 juin 2015)
- Georges Rivollet, L'Arc de Triomphe et les oubliés de la gloire, J. Peyronnet et Cie, 1969, p. 11.